# Wayne Kramer
Wayne Kramer (30. dubna 1948 Detroit, Michigan, USA – 2. února 2024) byl americký kytarista, zpěvák a hudební skladatel. Kramer byl jedním ze zakladatelů punkové skupiny MC5, která měla vliv na mnoho rockových a punkových kapel následujících let. Jednu dobu hrál i s grungeovou kapelou Mudhoney.
Skupinu MC5 spoluzaložil v roce 1964 a působil v ní až do jejího rozpadu o osm let později; později byla skupina s ním v čele obnovena, ale příliš dlouho její existence netrvala. V roce 1975 byl Kramer odsouzen za distribuci kokainu a strávil dva roky ve vězení. Později se věnoval sólové kariéře.

## Sólová diskografie
- Death Tongue (1991)
- The Hard Stuff (1995)
- Dangerous Madness (1996)
- Dodge Main (1996)
- Gang War (1996)
- Citizen Wayne (1997)
- LLMF (Live Like a Mutherfucker) (1998)
- Mad for the Racket (2001)
- The Return of Citizen Wayne (2002)
- Adult World (2002)
- More Dangerous Madness (2004)